# Aline van Barentzen
Aline van Barentzen est une pianiste franco-américaine née le 7 juillet 1897 à Somerville (Massachusetts) aux États-Unis et morte le 30 octobre 1981 à Paris.

## Biographie
Aline van Barentzen donne son premier concert à quatre ans, à la suite de quoi sa mère déménage de Boston à Paris pour sa formation musicale. À sept ans, elle joue le 1er concerto pour piano de Beethoven et, à neuf, elle intègre le Conservatoire de Paris. Là, elle a pour professeurs Marguerite Long,  Me Marcou et M. Delaborde. En 1909, à douze ans seulement, elle décroche un Premier Prix au concours de piano du Conservatoire de Paris, un record qui tient toujours (Le Matin du 10 juillet 1909 : « D'entre toutes, Mlle Van Barentzen se distingua indiscutablement par son âge (onze ans onze mois) et par sa technique impeccable. Il est assuré que pour la compréhension des textes musicaux, elle a encore beaucoup à apprendre, mais que ceci s'acquérant hors le Conservatoire, il n'est que justice qu'elle en sorte sans plus s'y attarder. Georges Cochet. ») ce qui lui permet aussi d'avoir le Prix Popelin.
Elle poursuit ensuite sa formation avec Heirich Barth et Ernst von Dohnanyi à Berlin où elle côtoie les jeunes Artur Rubinstein et Wilhelm Kempff, achevant sa formation à Vienne avec Leschetizky.
Mais elle finit par s'installer à Paris, entourée de toute la fine fleur de la musique d'alors et jouant des pièces d'Enesco, Poulenc, Messiaen, Roussel ou Villa-Lobos. Elle crée ainsi Chôros nº8 de Villa-Lobos, composé en 1925 pour deux pianos et orchestre et créé le 24 octobre 1927 aux Concerts Colonne à Paris avec Tomás Terán, sous la direction du compositeur.
Elle donne des concerts à travers toute l'Europe et enregistre sur disque pour His Master's Voice.
Au début des années 1930, elle demande et obtient la nationalité française. D'ailleurs, durant toute l'Occupation, elle restera fidèle à Paris.
Aline van Barentzen a très tôt une activité pédagogique, enseignant à l'Académie musicale de Philadelphie et au Conservatoire de Buenos-Aires (en). Enfin, en 1954, elle devient professeur de piano au Conservatoire de Paris, poste qu'elle conserve jusqu'en 1967. Parmi ses élèves on remarque Jean-Philippe Collard, Bernard Job et Cyprien Katsaris.
Elle a créé des œuvres de Henri Martelli (Fantaisie sur un thème malgache, 1946), Florent Schmitt (Hasards, 1943), et Hector Villa-Lobos (A prole do Bébé no 2, Chôros no 8, 1925).
Elle a aussi composé pour le piano sous le nom de Aline Hoyle, son véritable nom de naissance.

## Discographie
Quelques disques :
- De Falla - Noches en los Jardines de España - Orchestre Symphonique (7 juin 1928, Gramophone W 938/40a Matrice CT 4031/35 R).
- De Falla - Andaluza (Piezas Españolas no 4) (11 juin 1928, Gramophone W 940b Matrice CT 4050)
- Beethoven - Sonate n° 21 en ut majeur, op. 53 ; Sonate n° 23 en fa mineur, op. 57 (La Voix de son Maître FALP199)
- Chez Trianon en 1961 : Daquin, Le Coucou ; Rameau, La Poule ; Mozart, Rondo à la turque (de la Sonate K.331) ; Beethoven : Lettre à Elise ; Weber, Perpetuum mobile (de la Sonate op. 24) ; Schubert, Mouvement musical D.780/3 ; Mendelssohn, 3 Chansons sans paroles ; Schumann, Rêverie op. 15/7 (de Scènes d'enfants) ; Chopin, Valse no 7 op. 64/2 ; Liszt, 2e Rhapsodie hongroise ; Liszt, 3e Rêve d'amour ; Brahms, Valse op. 39/15 ; Debussy : Clair de lune (de la Suite bergamasque) ; Ravel, Rigaudon (Le Tombeau de Couperin) ; Poulenc, Mouvement perpétuel no 1 ; Villa-Lobos, O Polichinelo[4].

Documents sonores : 
- Beethoven, Fantaisie chorale - Orchestre national de la Radiodiffusion, dir. Roger Désormière, en public et radiodiffusé en direct depuis le Théâtre des Champs-Élysées, le 20 mai 1948[5].
- Cortège Burlesque, dernier mouvement du concerto pour piano (Concert dans un Parc) d'André Lavagne[6].

## Biographie
- Alain Pâris, Dictionnaire des interprètes et de l'interprétation musicale depuis 1900, Paris, Éditions Robert Laffont, coll. « Bouquins », 2004, 1289 p. (ISBN 2-221-10214-2, OCLC 300283821, BNF 39258649)